# Heinrich August Meissner
Heinrich August Meissner, né le 3 janvier 1862 à Leipzig et mort le 14 janvier 1940 à Istanbul (en allemand : Heinrich August Meißner) est un ingénieur allemand, constructeur de chemin de fer, nommé pacha de l’Empire ottoman en 1904.
Il dirigea la construction de la ligne Constantinople-Bagdad et son prolongement vers Médine le chemin de fer du Hedjaz. L’achèvement rapide des travaux de la branche vers la ville sainte lui vaut le titre de Pacha. Le tronçon vers Bagdad n’est en revanche pas achevé, en raison de l’éclatement de la Première Guerre mondiale.